# ايفان جيمس وليامز
ايفان جيمس وليامز (بالإنجليزية: Evan James Williams)‏ (و. 1903 – 1945 م) هو فيزيائي من المملكة المتحدة . وكان عضواً في الجمعية الملكية .